# Tsukumi, Ōita
Tsukumi (津久見市 Tsukumi-shi) là một thành phố thuộc tỉnh Ōita, Nhật Bản. Thành phố được thành lập ngày 01 tháng 4 năm 1951.

Map showing location of Tsukumi in Oita Prefecture (as of 2006).

Đến năm 2003, dân số thành phố là 22.336 người trên diện tích 79,38 km², mật độ 281,38 người/ km².